# 내남로
내남로(Naenam-ro)는 대한민국의 경상북도 경주시 내남면에서 율동까지를 연결하는 도로이다.

## 노선 경로
- 삼거리 명칭 미상 - 이조중앙길
- 용장교 (화곡천)
- 통로 - 경부고속도로 통과 (언양 분기점 하행, 경주 나들목 상행)
- 통로 - 경부고속도로 통과 (경주 나들목 하행, 건천 나들목 상행)
- 교량 명칭 미상 - 중앙선 통과
- 삼거리 명칭 미상 - 대경로 (국도 제4호선, 국도 제35호선)